# Чжичжи
Чжичжи (Чичи) (кит.: 郅支; д/н — 36 до н. е.) — шаньюй держави хунну в 55—36 роках до н. е.

## Життєпис
Син шаньюя Сюйлюй-Цюаньцюя. При народженні звався Хутуусі. Після смерті 59 року до н. е. батька вимушений був тікати від нового шаньюя Вояньцюйді. Сховався серед простолюдинів на північному заході. 57 року до н. е. після перемоги його брата Хухан'є отримав титул східного гулі-вана.
Втім доволі швидко держава поринула в боротьбу за владу, оскільки ще 4 представника правлячої династії оголосили себе шаньююями. Втім загибель останніх у 56 році до н. е. не поліпшила ситуацію, оскільки з'явився ще один узурпатор — шаньюй Жуньчень. Тоді Хутуусі оголосив себе також шаньюєм, переміг Жуньченя, а потім завдав поразки братові. Останній відступив на південь, де 55 року визнав зверхність імперії Хань.
Чжичжи деякий час протистояв прокитайським князям із хунну, але зрештою 53 року до н. е. відправив посланця до імператора Лю Бін'і, фактично визнавши зверхність того. Також до Китаю Чжичжи відрядив свого сина Гюйюйлішу. У 49 році до н. е. спочатку завдав поразки Їліму, братові Вояньцюйді, що оголосив себе шаньюєм, потім переміг військо Усунського ханства, що на той час почало розпадатися, і племена дінлінів. За цим уклав союз з Кангюєм. У 48 році до н. е. зумів спочатку схилити нового ханського імператора Лю Ши на свій бік, але зрештою 47 року до н. е. той визнав першість серед шаньюїв за Хухан'є.
Із цього часу Чжичжи взяв курс на створення власної держави серед західних хунну. 44 року до н. е. повернув свого сина з Китаю та зміцнив союз з Кангюєм. Спільно з кангюйями здійснив декілька походів проти рештків Усунського ханства. За цим погиркався з Кангюєм, почав напади на його землі, вдерся до держави Даюань, яку змусив платити данину. В результаті потуга Чжичжи значно зросла.
У відповідь ханські командувачі в Сіюй — Гань Яншоу і Чень Тан виступили проти Чжичжи на чолі із 40 тис. вояків. Проти них Чжичжи виступив з хунну, до яких доєдналися загони з Даюаня і Кангюя, але в багатоденній битві на річці Талас шаньюй зазнав поразки й загинув. Цим скористався його брат Хухан'є, що приєднав західну частину держави хунну.